# Rudzik (szczyt)
Rudzik (niem. Braunner Berg), 500 m n.p.m. – jeden z sześciu wierzchołków Gór Sokolich, w Rudawach Janowickich, w Sudetach Zachodnich.
Położony w centrum Gór Sokolich, w północno-zachodniej części Rudaw Janowickich. Na południu łączy się z Browarówką.
Zbudowany z granitu karkonoskiego. Na szczycie i zboczach, zwłaszcza południowych i południowo-zachodnich, duże nagromadzenie skałek i bloków skalnych.
Porośnięty lasem świerkowym.
Wzniesienie położone jest na obszarze Rudawskiego Parku Krajobrazowego.